# Larantalent
Larantalent is een fictieve magische kracht uit de fantasy-boekencyclus Darkover van de schrijfster Marion Zimmer Bradley, over de geschiedenis van de planeet Darkover.
Het larantalent is een genetisch aangeboren magische kracht, dat bij iedere persoon een verschillende concentratie kent, en verschillende eigenschappen heeft. Deze variëren van het talent om gebeurtenissen te voorspellen tot het talent om stormen te beheersen. Het larantalent wordt op talloze manieren gebruikt door de Huizen van Darkover. Een bundeling van larankrachten vergroot bovendien de magische kracht en wordt een Matrixkracht genoemd.
De Huizen van Darkover hanteren een kweekprogramma voor larantalent. Ze plannen zorgvuldig elke verbintenis tussen de verschillende families om deze krachten in de Huizen te verstevigen, te vergroten of aan te passen. Gedurende de puberteit moeten de zonen en dochters van de Huizen hun specifieke larantalent leren beheersen en gebruiken. Dit is niet zonder gevaar omdat een te sterke concentratie van larantalent en de daarbij horende drempelziekte dodelijk kunnen zijn, of ervoor kunnen zorgen dat men de controle over de kracht verliest. De Huizen van Darkover hanteren verschillende manieren om hun zonen en dochters te begeleiden tijdens hun puberteit; soms worden zij door een persoonlijke leronis of leraar geholpen, en soms worden zij voor enige tijd naar een klooster gezonden.